# Carl Neudel
Carl Neudel (* 16. Juli 1842 in Baiersdorf; † 13. Juni 1897 in Augsburg) war ein bayerischer Komponist und Militärkapellmeister.

## Leben
Neudel war Militärmusiker und von 1872 bis zu seinem Tod im Jahre 1897 königlich bayerischer Kapellmeister der Militärmusikkapelle des Königlich Bayerischen 3. Infanterie-Regiments „Prinz Karl von Bayern“ in Augsburg. Sein Sohn Albert Neudel (1867–1942) war ebenfalls als Komponist und Dirigent tätig. Der Komponist Carl Herchet widmete Neudel 1897 anlässlich dessen Silberjubiläums als Dirigent den Fest-Jubiläums-Marsch.

## Werke
Da Karl von Bayern Regimentsinhaber des Regiments war, in dem Neudel wirkte, widmete der Komponist ihm den Prinz-Karl-Marsch. Dieser Marsch war in der Armeemarschsammlung von 1925 als AM II, 247 enthalten. Darüber hinaus wurde Carl Neudel auch durch den Schintling-Marsch für Klavier und die Polka Mazur Frohsinn für Orchester bekannt.